# Servian
Servian [sɛʁ.vjɑ̃] est une commune française située dans le sud du département de l'Hérault, en région Occitanie. Servian se situe à 15 kilomètres de Béziers et à 63 kilomètres de Montpellier.
Exposée à un climat méditerranéen, elle est drainée par la Thongue, la Lène, le ruisseau de Rendolse, le Merdanson et par divers autres petits cours d'eau. La commune possède un patrimoine naturel remarquable composé d'une zone naturelle d'intérêt écologique, faunistique et floristique.
Servian est une commune rurale qui compte 5 427 habitants en 2022, après avoir connu une forte hausse de la population depuis 1975. Elle est dans l'unité urbaine de Servian et fait partie de l'aire d'attraction de Béziers. Ses habitants sont appelés les Serviannais et Serviannaises.

## Géographie
La mer a construit Servian et les rivières l'ont façonné.[Selon qui ?]

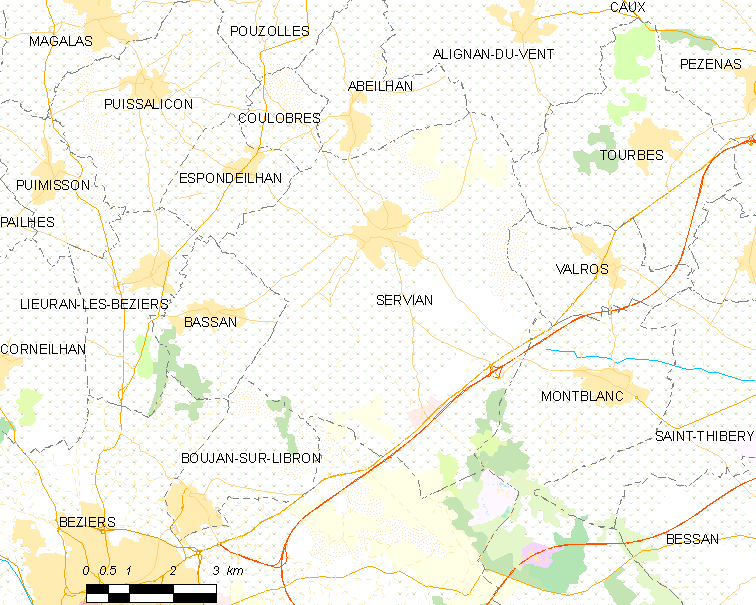
Carte.

Servian est issu de la Mer molassique de l'ère tertiaire (entre −25 000 000 et −10 000 000 d'années) à laquelle on doit la terrasse de tuf qui porte Servian et se prolonge vers le nord-ouest avec les hauteurs fossilifères du Pioch et de Coulobres.
À −10 000 000 d'années et −1 000 000 d'années, à la fin du Tertiaire, la mer revenue a laissé une plage de galets et de sable sur terrain argileux. Il nous demeure de cette période (le Pliocène) toutes les hautes terrasses de la rive gauche de la Thongue (L'Hermitage, Pierras, la Drosie…) auxquelles on doit le vin de pays des Côtes de Thongue.
Au début du Quaternaire, les cycles de grandes chaleurs et de grandes froids voient la mer avancer ou se reculer en déposant un riche terrain alluvionnaire (le sol profond et fertile  de la plaine servianaise) arraché par les cours d'eau aux plateaux des Causses (d'après Histoire de Servian, Mairie de Servian, 1980, Jacques Astor).
La commune est arrosée par la Lène, cours d'eau de 17,3 km, affluent de la Thongue. La ville est desservie par la route départementale D18, la route nationale 9 (N9) et l'autoroute A75, qui passe au sud du territoire de la commune.

### Communes limitrophes
Les communes limitrophes sont Alignan-du-Vent, Tourbes, Valros, Montblanc, Béziers, Boujan-sur-Libron, Bassan, Espondeilhan, Coulobres et Abeilhan.

### Climat
Pour des articles plus généraux, voir Climat de l'Occitanie et Climat de l'Hérault.
En 2010, le climat de la commune est de type climat méditerranéen franc, selon une étude s'appuyant sur une série de données couvrant la période 1971-2000. En 2020, Météo-France publie une typologie des climats de la France métropolitaine dans laquelle la commune est exposée à un climat méditerranéen et est dans la région climatique  Provence, Languedoc-Roussillon, caractérisée par une pluviométrie faible en été, un très bon ensoleillement (2 600 h/an), un été chaud (21,5 °C), un air très sec en été, sec en toutes saisons, des vents forts (fréquence de 40 à 50 % de vents > 5 m/s) et peu de brouillards.
Pour la période 1971-2000, la température annuelle moyenne est de 14,6 °C, avec une amplitude thermique annuelle de 16 °C. Le cumul annuel moyen de précipitations est de 636 mm, avec 5,4 jours de précipitations en janvier et 2,5 jours en juillet. Pour la période 1991-2020, la température moyenne annuelle observée sur la station météorologique la plus proche, située sur la commune de Tourbes à 7 km à vol d'oiseau, est de 15,2 °C et le cumul annuel moyen de précipitations est de 607,5 mm,. Pour l'avenir, les paramètres climatiques de la commune estimés pour 2050 selon différents scénarios d'émission de gaz à effet de serre sont consultables sur un site dédié publié par Météo-France en novembre 2022.

### Milieux naturels et biodiversité

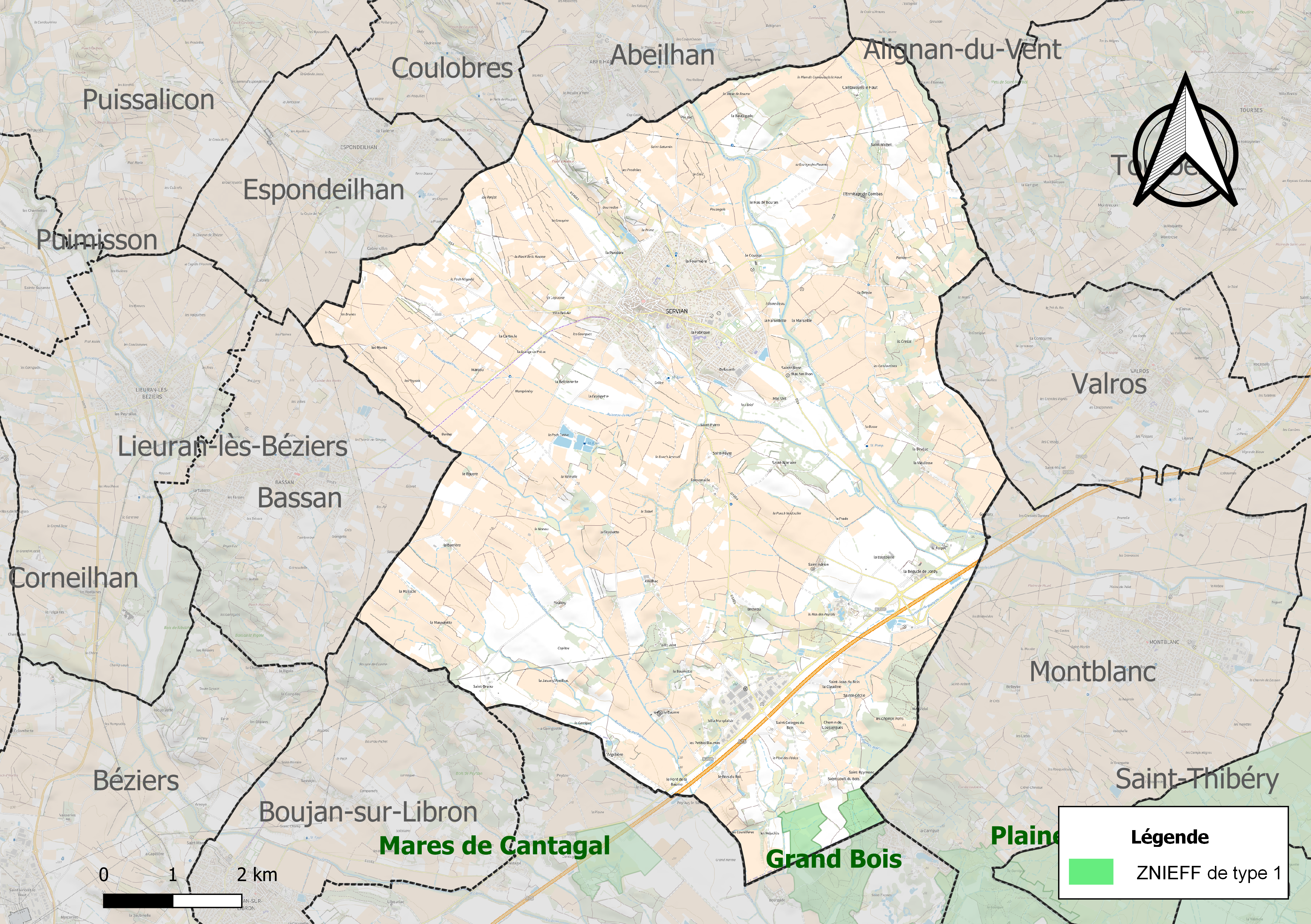
Carte de la ZNIEFF de type 1 localisée sur la commune.

L'inventaire des zones naturelles d'intérêt écologique, faunistique et floristique (ZNIEFF) a pour objectif de réaliser une couverture des zones les plus intéressantes sur le plan écologique, essentiellement dans la perspective d'améliorer la connaissance du patrimoine naturel national et de fournir aux différents décideurs un outil d'aide à la prise en compte de l'environnement dans l'aménagement du territoire. Une ZNIEFF de type 1 est recensée sur la commune : les « Grand bois » (472 ha), couvrant 4 communes du département.

## Urbanisme

### Typologie
Au 1er janvier 2024, Servian est catégorisée bourg rural, selon la nouvelle grille communale de densité à sept niveaux définie par l'Insee en 2022.
Elle appartient à l'unité urbaine de Servian, une unité urbaine monocommunale constituant une ville isolée,. Par ailleurs la commune fait partie de l'aire d'attraction de Béziers, dont elle est une commune de la couronne,. Cette aire, qui regroupe 53 communes, est catégorisée dans les aires de 50 000 à moins de 200 000 habitants,.

### Occupation des sols
L'occupation des sols de la commune, telle qu'elle ressort de la base de données européenne d’occupation biophysique des sols Corine Land Cover (CLC), est marquée par l'importance des territoires agricoles (90,6 % en 2018), en diminution par rapport à 1990 (94,8 %). La répartition détaillée en 2018 est la suivante : cultures permanentes (72,2 %), terres arables (10,4 %), zones agricoles hétérogènes (8,1 %), zones urbanisées (4,4 %), zones industrielles ou commerciales et réseaux de communication (2,6 %), forêts (2 %), milieux à végétation arbustive et/ou herbacée (0,4 %). L'évolution de l’occupation des sols de la commune et de ses infrastructures peut être observée sur les différentes représentations cartographiques du territoire : la carte de Cassini (XVIIIe siècle), la carte d'état-major (1820-1866) et les cartes ou photos aériennes de l'IGN pour la période actuelle (1950 à aujourd'hui).

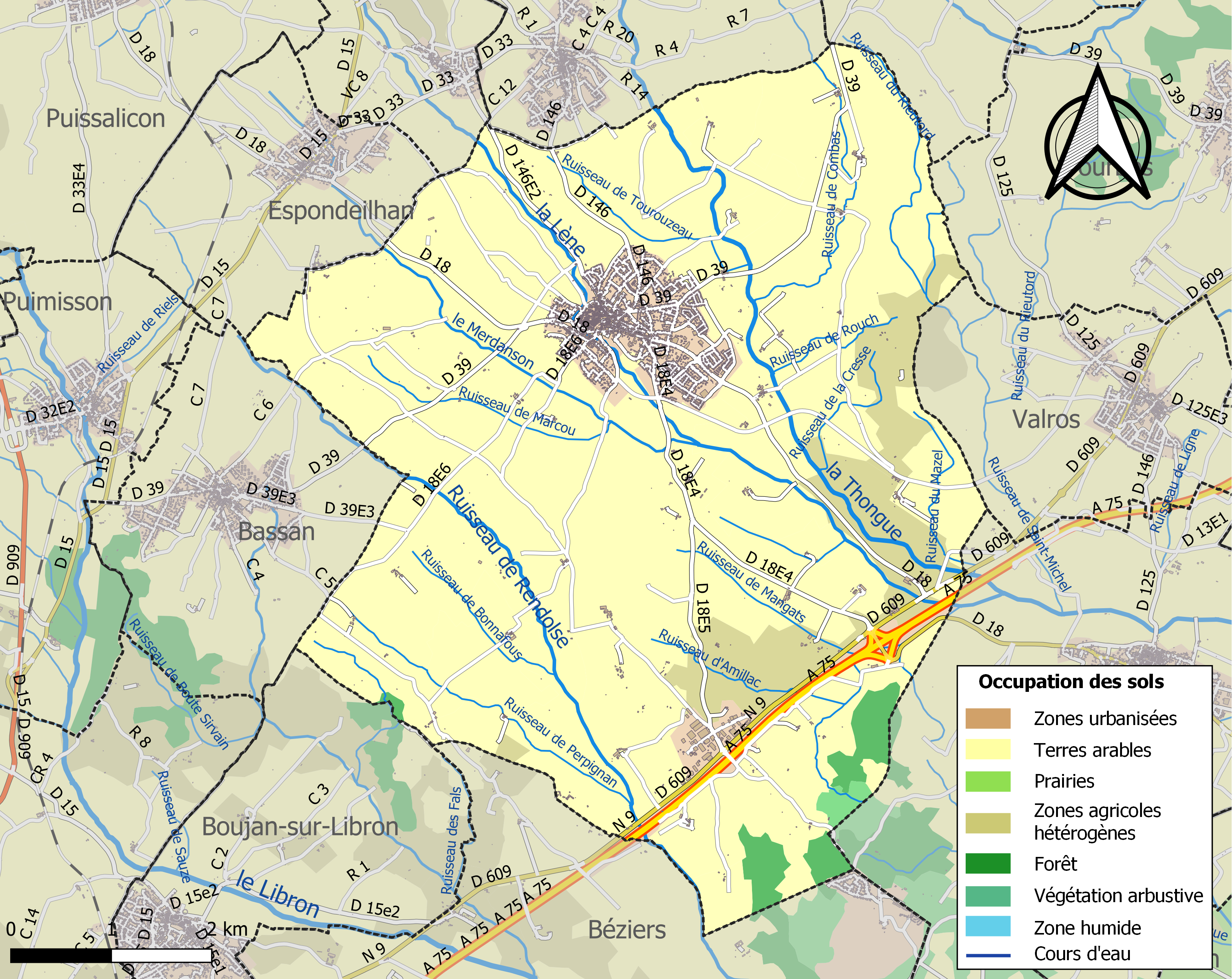
Carte des infrastructures et de l'occupation des sols de la commune en 2018 (CLC).

### Risques majeurs
Le territoire de la commune de Servian est vulnérable à différents aléas naturels : météorologiques (tempête, orage, neige, grand froid, canicule ou sécheresse), inondations, feux de forêts et séisme (sismicité faible). Il est également exposé à un risque technologique,  le transport de matières dangereuses. Un site publié par le BRGM permet d'évaluer simplement et rapidement les risques d'un bien localisé soit par son adresse soit par le numéro de sa parcelle.

#### Risques naturels
Certaines parties du territoire communal sont susceptibles d'être affectées par le risque d'inondation par débordement de cours d'eau, notamment la Thongue, la Lène et le ruisseau de Rendolse. La commune a été reconnue en état de catastrophe naturelle au titre des dommages causés par les inondations et coulées de boue survenues en 1982, 1986, 1987, 1993, 1994, 1996, 2001, 2007 et 2014,.
Servian est exposée au risque de feu de forêt. Un plan départemental de protection des forêts contre les incendies (PDPFCI) a été approuvé en juin 2013 et court jusqu'en 2022, où il doit être renouvelé. Les mesures individuelles de prévention contre les incendies sont précisées par deux arrêtés préfectoraux et s'appliquent dans les zones exposées aux incendies de forêt et à moins de 200 mètres de celles-ci. L'arrêté du 25 avril 2002 réglemente l'emploi du feu en interdisant notamment d'apporter du feu, de fumer et de jeter des mégots de cigarette dans les espaces sensibles et sur les voies qui les traversent sous peine de sanctions. L'arrêté du 11 mars 2013 rend le débroussaillement obligatoire, incombant au propriétaire ou ayant droit,.

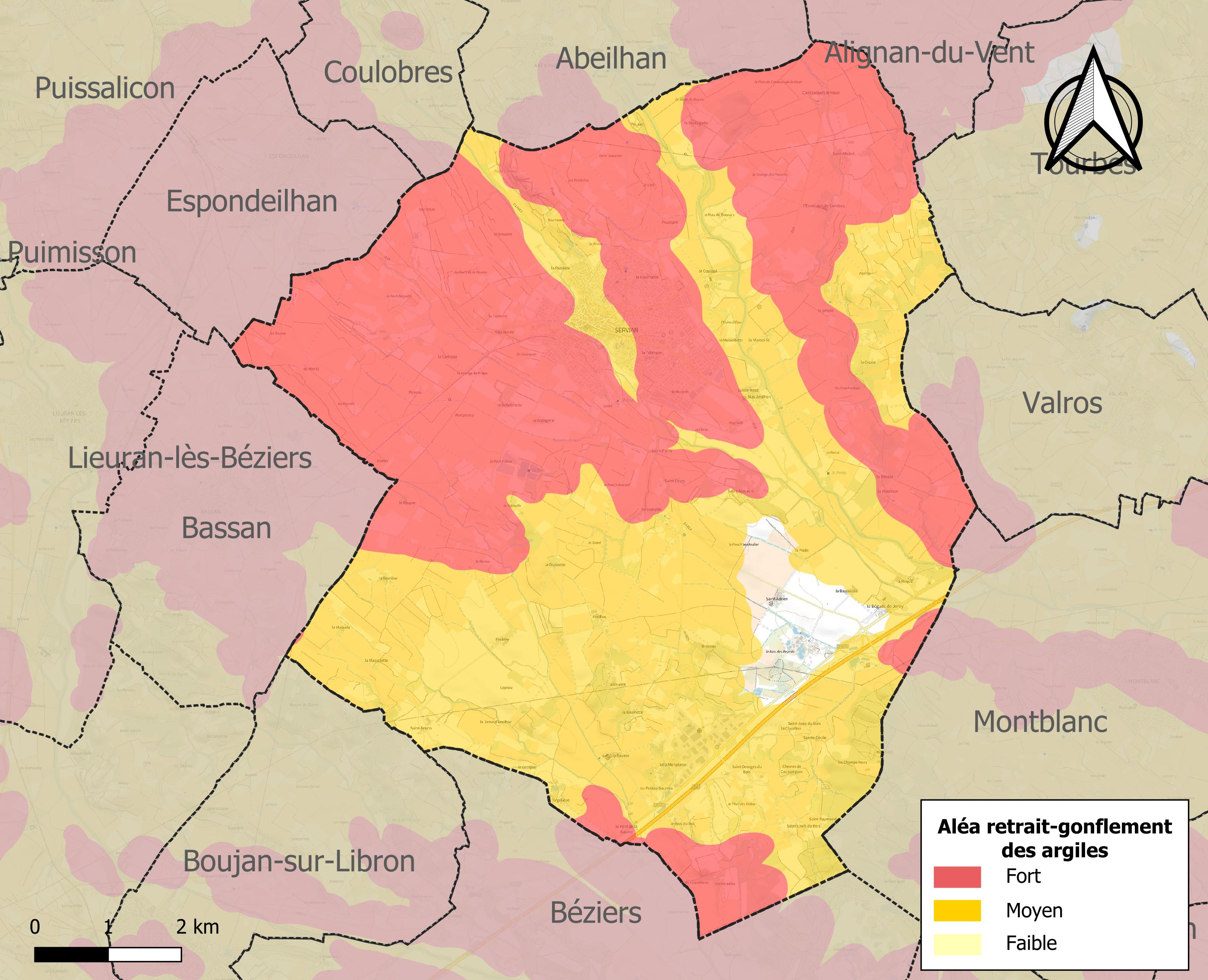
Carte des zones d'aléa retrait-gonflement des sols argileux de Servian.

Le retrait-gonflement des sols argileux est susceptible d'engendrer des dommages importants aux bâtiments en cas d'alternance de périodes de sécheresse et de pluie. 96,6 % de la superficie communale est en aléa moyen ou fort (59,3 % au niveau départemental et 48,5 % au niveau national). Sur les 2 129 bâtiments dénombrés sur la commune en 2019, 2 118 sont en aléa moyen ou fort, soit 99 %, à comparer aux 85 % au niveau départemental et 54 % au niveau national. Une cartographie de l'exposition du territoire national au retrait gonflement des sols argileux est disponible sur le site du BRGM,.
Par ailleurs, afin de mieux appréhender le risque d'affaissement de terrain, l'inventaire national des cavités souterraines permet de localiser celles situées sur la commune.

#### Risques technologiques
Le risque de transport de matières dangereuses sur la commune est lié à sa traversée par des infrastructures routières ou ferroviaires importantes ou la présence d'une canalisation de transport d'hydrocarbures. Un accident se produisant sur de telles infrastructures est susceptible d’avoir des effets graves sur les biens, les personnes ou l'environnement, selon la nature du matériau transporté. Des dispositions d’urbanisme peuvent être préconisées en conséquence.

## Histoire

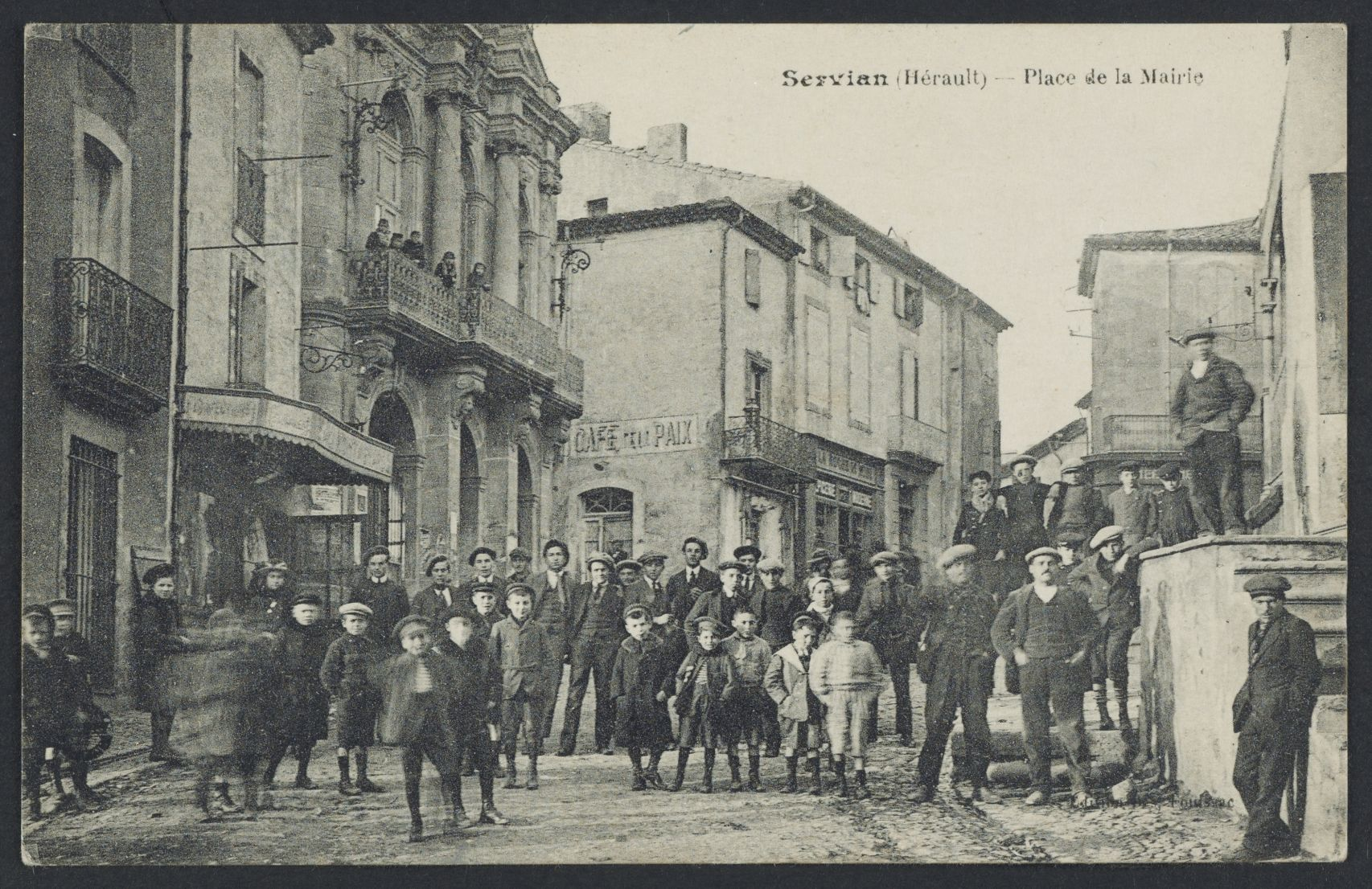
Place de la mairie : carte postale (1921).

Des traces de présence humaine datant du néolithique final (2600-1900 av. J.-C.) ont été retrouvées.
Servian se situait à proximité de la voie domitienne qui établissait une liaison Italie-Espagne, de la transversale montagnarde joignant le Gard vers le Tarn et l'Aquitaine, et le troisième itinéraire issu de la domitienne, passant par Puissalicon se dirigeant vers le centre de la Gaule.
Dans ce triangle, l'économie était prospère. On cultive et exporte du blé. L'olivier à l'époque gallo-romaine est exploité : on récolte les olives et produit de l'huile. Quant aux vignes, aux domaines et aux folies biterroises, ces derniers sont les témoins de l'essor économique que connaît Servian depuis le XIXe siècle grâce à la culture de la vigne.

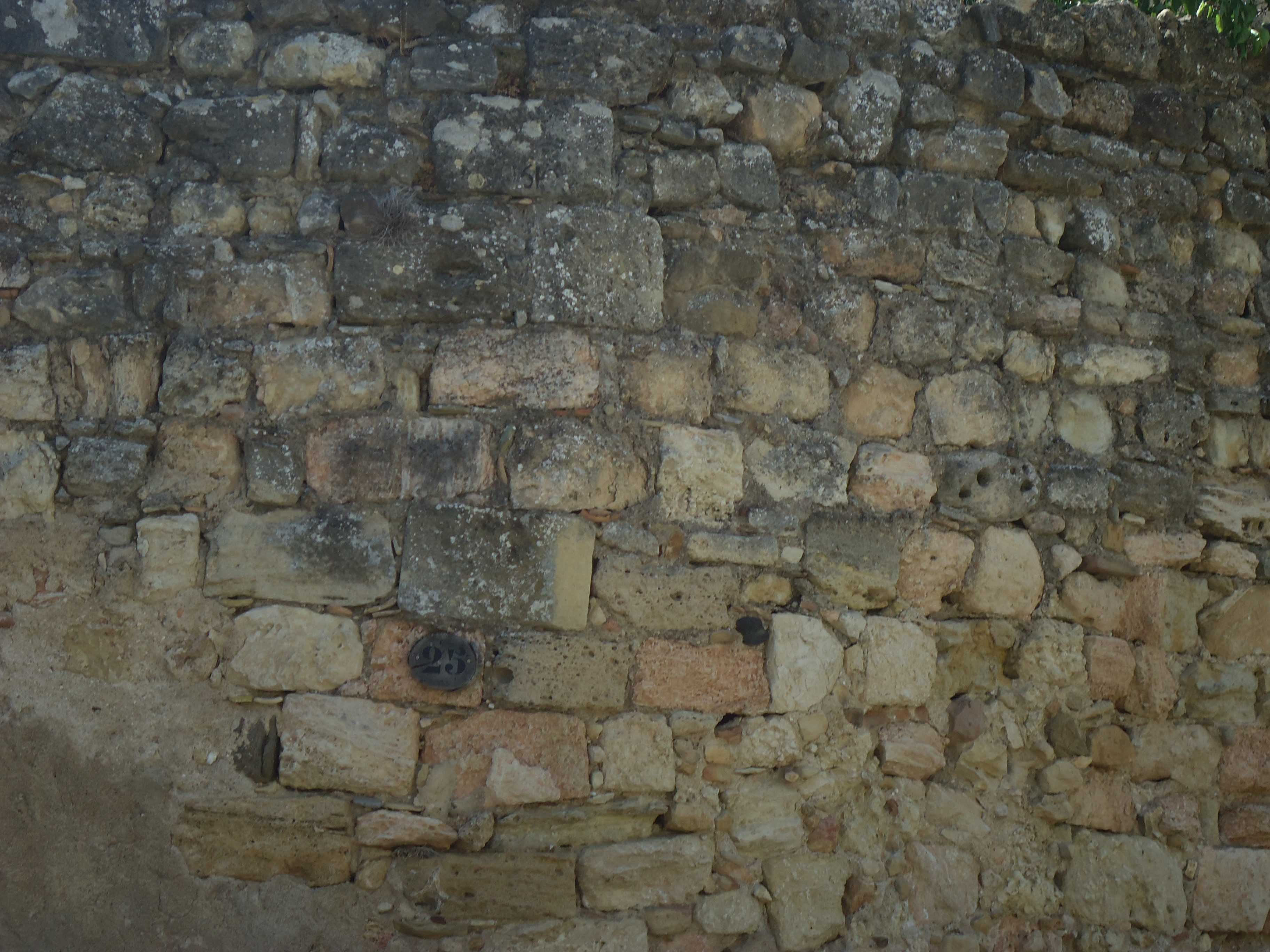
Partie du rempart de Servian.

Lors de la Révolution française, les citoyens de la commune se réunissent au sein de la société révolutionnaire, baptisée « société des amis de la constitution », créée en octobre 1792. Elle change de nom pour « société des amis de la liberté et de l'égalité des jacobins », puis « société républicaine séante aux pénitents blancs ». Elle compte 145 membres en l'an III. Une société contre-révolutionnaire, la « société antipatriotique », est créée en décembre 1792. Les affrontements entre les membres des deux factions tournent aux batailles rangées et le directoire du département impose leur désarmement en janvier 1793.

### Toponymie
La commune a été connue sous les variantes : Cerviano ab integre (après 1010), Cervianum (vers 1076), ad Cervian, domini de Cirviano (1138), apud Cervianum, hospitali de Cerviano, ecclesie de Cerviano, castro de Cerviano (1179), Cervianum cum omnibus suis pertenentiis (1210), de Serviano (1351) et Servian (1571).
Le nom de Servian est expliqué par Cervius, de cerf ou Servius, de serviteur, nom latin du propriétaire d'un domaine, suivi du suffixe -anum. L'épigraphie latine connaît le prénom Servius et le gentilice Cervius  attesté plusieurs fois à Narbonne. Néanmoins, il est évident que, depuis les plus anciennes formes connues du nom de Servian (avec Cerviano ab integre = Servian dans sa totalité, après 1010, Livre Noir de Béziers) jusqu'en 1323 : de Cerviano (CRDP), on a des formes qui plaident pour Cervius. Les formes avec « S » n'interviennent qu'après cette date dans le pouillé et sur les cartes (Leclerc, Delisle et Cassini). Le fait que le gentilice Cervius ait été attesté plusieurs fois à Narbonne et que les nombreuses premières formes anciennes (en tout 14) donnent Cervianus pousse à choisir Cervius comme nom du propriétaire ou du tenancier de ce domaine gallo-romain.
En occitan la ville se nomme « Cervian » [sɛr.'βjan].

## Économie

### Revenus
En 2018, la commune compte 2 188 ménages fiscaux, regroupant 5 277 personnes. La médiane du revenu disponible par unité de consommation est de 20 050 € (20 330 € dans le département). 41 % des ménages fiscaux sont imposés (45,8 % dans le département).

### Emploi
|                | 2008   | 2013   | 2018   |
| -------------- | ------ | ------ | ------ |
| Commune        | 9,1 %  | 11,1 % | 11,3 % |
| Département    | 10,1 % | 11,9 % | 12 %   |
| France entière | 8,3 %  | 10 %   | 10 %   |

En 2018, la population âgée de 15 à 64 ans s'élève à 3 079 personnes, parmi lesquelles on compte 75,8 % d'actifs (64,4 % ayant un emploi et 11,3 % de chômeurs) et 24,2 % d'inactifs,. Depuis 2008, le taux de chômage communal (au sens du recensement) des 15-64 ans est inférieur à celui du département, mais supérieur à celui de la France.
La commune fait partie de la couronne de l'aire d'attraction de Béziers, du fait qu'au moins 15 % des actifs travaillent dans le pôle,. Elle compte 1 446 emplois en 2018, contre 1 364 en 2013 et 1 244 en 2008. Le nombre d'actifs ayant un emploi résidant dans la commune est de 2 016, soit un indicateur de concentration d'emploi de 71,7 % et un taux d'activité parmi les 15 ans ou plus de 57,9 %.
Sur ces 2 016 actifs de 15 ans ou plus ayant un emploi, 544 travaillent dans la commune, soit 27 % des habitants. Pour se rendre au travail, 85 % des habitants utilisent un véhicule personnel ou de fonction à quatre roues, 1,6 % les transports en commun, 6,1 % s'y rendent en deux-roues, à vélo ou à pied et 7,3 % n'ont pas besoin de transport (travail au domicile).

### Activités hors agriculture

#### Secteurs d'activités
456 établissements sont implantés à Servian au 31 décembre 2019. Le tableau ci-dessous en détaille le nombre par secteur d'activité et compare les ratios avec ceux du département,.
| Secteur d'activité                                                                                        | Commune | Commune | Département |
| Secteur d'activité                                                                                        | Nombre  | %       | %           |
| --- | ------- | ------- | ----------- |
| Ensemble                                                                                                  | 456     | 100 %   | (100 %)     |
| Industrie manufacturière, industries extractives et autres                                                | 56      | 12,3 %  | (6,7 %)     |
| Construction                                                                                              | 75      | 16,4 %  | (14,1 %)    |
| Commerce de gros et de détail, transports, hébergement et restauration                                    | 121     | 26,5 %  | (28 %)      |
| Information et communication                                                                              | 6       | 1,3 %   | (3,3 %)     |
| Activités financières et d'assurance                                                                      | 18      | 3,9 %   | (3,2 %)     |
| Activités immobilières                                                                                    | 29      | 6,4 %   | (5,3 %)     |
| Activités spécialisées, scientifiques et techniques et activités de services administratifs et de soutien | 47      | 10,3 %  | (17,1 %)    |
| Administration publique, enseignement, santé humaine et action sociale                                    | 56      | 12,3 %  | (14,2 %)    |
| Autres activités de services                                                                              | 48      | 10,5 %  | (8,1 %)     |

Le secteur du commerce de gros et de détail, des transports, de l'hébergement et de la restauration est prépondérant sur la commune puisqu'il représente 26,5 % du nombre total d'établissements de la commune (121 sur les 456 entreprises implantées à Servian), contre 28 % au niveau départemental.

#### Entreprises et commerces
Les cinq entreprises ayant leur siège social sur le territoire communal qui génèrent le plus de chiffre d'affaires en 2020 sont :
- TMF Transports, transports routiers de fret interurbains (39 449 k€) ;
- Ame'ric, supermarchés (22 081 k€) ;
- Société Audoise de Véhicules industriels et de manutention (Savim), commerce de gros (commerce interentreprises) de machines-outils (13 116 k€) ;
- Agrisud, commerce de gros (commerce interentreprises) de matériel agricole (8 086 k€) ;
- Chriso, récupération de déchets triés (2 642 k€).

Malgré sa prédominance dans le domaine tertiaire, Servian possède des atouts indispensables à son économie. Par exemple, la cave coopérative Les vignerons de l'Occitane ou encore la ZAC de la Baume, appelée plus couramment par les Serviannais La zone industrielle de Servian, sont des moteurs de l'économie locale. De plus, Servian est historiquement ancrée dans la viticulture, un domaine qui lui a valu une florissante économie auparavant.

### Agriculture
La commune est dans la « Plaine viticole », une petite région agricole occupant la bande côtière du département de l'Hérault. En 2020, l'orientation technico-économique de l'agriculture sur la commune est la viticulture.
|               | 1988  | 2000  | 2010  | 2020  |
| ------------- | ----- | ----- | ----- | ----- |
| Exploitations | 327   | 214   | 147   | 126   |
| SAU (ha)      | 2 876 | 2 814 | 2 465 | 2 380 |

Le nombre d'exploitations agricoles en activité et ayant leur siège dans la commune est passé de 327 lors du recensement agricole de 1988 à 214 en 2000 puis à 147 en 2010 et enfin à 126 en 2020, soit une baisse de 61 % en 32 ans. Le même mouvement est observé à l'échelle du département qui a perdu pendant cette période 67 % de ses exploitations,. La surface agricole utilisée sur la commune a également diminué, passant de 2 876 ha en 1988 à 2 380 ha en 2020. Parallèlement la surface agricole utilisée moyenne par exploitation a augmenté, passant de 9 à 19 ha.

## Politique et administration

### Liste des maires
| Période                                  | Période          | Identité                   | Étiquette     | Qualité |
| ---------------------------------------- | ---------------- | -------------------------- | ------------- | --- |
| Les données manquantes sont à compléter. |                  |                            |               | |
| 1900                                     | 1904             | Joseph Latreille           |               | |
| 1904                                     | 1925             | Eugène Mas                 |               | |
| 1925                                     | 1935             | Joseph Tindel              | Rad.          | Propriétaire Conseiller général de Servian (1922 → 1934)                                                                                                   |
| 1935                                     | 1944             | Jacques Portes             |               | Chef d'entreprise |
| 1944                                     | octobre 1947     | René Vidal                 | Rad. puis PCF | Viticulteur Conseiller général de Servian (1945 → 1949) |
| octobre 1947                             | mai 1953         | Ulysse Grès (1902-1975)    | SFIO          | Propriétaire viticulteur Adjoint au maire (1935 → 1941) |
| mai 1953                                 | 1984 (démission) | Alfred Crouzet (1910-1988) | SFIO puis PS  | Instituteur, ancien résistant Conseiller régional (1973 → 1982) Conseiller général de Servian (1961 → 1985) Vice-président du conseil général de l'Hérault |
| 1984                                     | juin 1995        | Jean Calmels (1927-2014)   |               | |
| juin 1995                                | mars 2001        | Henri Granier              | DVD           | |
| mars 2001                                | mars 2008        | Gérard Labatut (1949-2019) | PS            | Instituteur et directeur d'école |
| mars 2008                                | En cours         | Christophe Thomas          | DVD           | Agriculteur Vice-président de la CA Béziers Méditerranée Réélu pour le mandat 2020-2026                                                                    |

## Démographie
Au dernier recensement, la commune comptait 5427 habitants.
| 1793  | 1800  | 1806  | 1821  | 1831  | 1836  | 1841  | 1846  | 1851  |
| ----- | ----- | ----- | ----- | ----- | ----- | ----- | ----- | ----- |
| 1 800 | 1 966 | 2 047 | 1 892 | 2 174 | 2 250 | 2 203 | 2 213 | 2 254 |

| 1856  | 1861  | 1866  | 1872  | 1876  | 1881  | 1886  | 1891  | 1896  |
| ----- | ----- | ----- | ----- | ----- | ----- | ----- | ----- | ----- |
| 2 224 | 2 285 | 2 387 | 2 395 | 2 760 | 2 615 | 2 689 | 3 029 | 3 376 |

| 1901  | 1906  | 1911  | 1921  | 1926  | 1931  | 1936  | 1946  | 1954  |
| ----- | ----- | ----- | ----- | ----- | ----- | ----- | ----- | ----- |
| 3 649 | 3 516 | 3 395 | 3 681 | 3 531 | 3 301 | 3 110 | 3 059 | 2 745 |

| 1962  | 1968  | 1975  | 1982  | 1990  | 1999  | 2006  | 2008  | 2013  |
| ----- | ----- | ----- | ----- | ----- | ----- | ----- | ----- | ----- |
| 2 930 | 3 053 | 2 832 | 2 752 | 3 056 | 3 355 | 3 962 | 4 136 | 4 368 |

| 2018  | 2022  | - | - | - | - | - | - | - |
| ----- | ----- | - | - | - | - | - | - | - |
| 5 126 | 5 427 | - | - | - | - | - | - | - |

## Tourisme
À côté des monuments propres au village et à son histoire, il convient de signaler une réalisation récente et remarquable, un plus pour le village.

### Jardin carrière de Saint-Adrien
À proximité de la sortie N 62 de l'autoroute A75, sur la route départementale qui mène à Servian, se trouve le jardin de Saint-Adrien. Ce site occupe l'emplacement de l'ancienne carrière de pierre Saint-Adrien. Il est aménagé en jardin paysager ayant obtenu divers labels : Jardin remarquable (ministère de la Culture), Prix Bonpland 2000, Top cinq des Parcs de France et lauréat 2013 de l'émission Le jardin préféré des Français sur France 2.
Les pierres extraites au Moyen Âge ont servi à construire certains monument du village de Servian. Après son abandon, la carrière a servi de décharge envahie par la végétation.
Un rosier remontant a été baptisé là, fourni par un grand rosiériste allemand. Des spectacles son et lumière, des concerts, y sont tenus l'été.

## Culture locale et patrimoine

### Lieux et monuments
Du chemin de ronde à l’église classée bâtie au XIIe siècle, des vestiges de Servian médiéval sont édifiés sur le rocher et protégés par les remparts.
- Église paroissiale Saint-Julien-et-Sainte-Basilisse-d'Antioche de Servian (XIIe, XIVe, XIXe siècle).
- Chapelle des Capucins de Servian.
- Monument aux morts (œuvre de Jean Marie Joseph Magrou, 1924).
- Pont sur la Thongue (XVIIe – XVIIIe siècles).

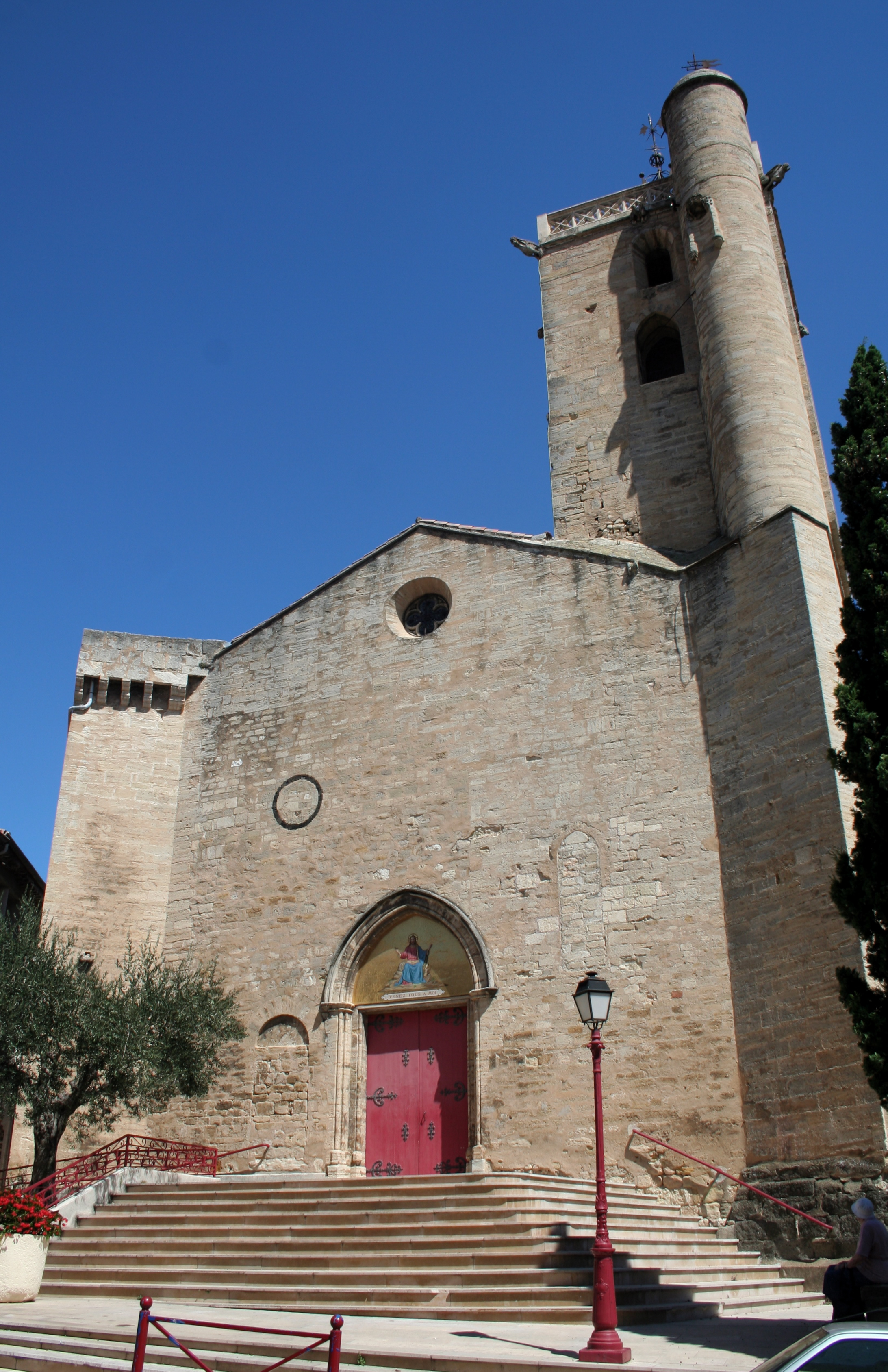
Église paroissiale.
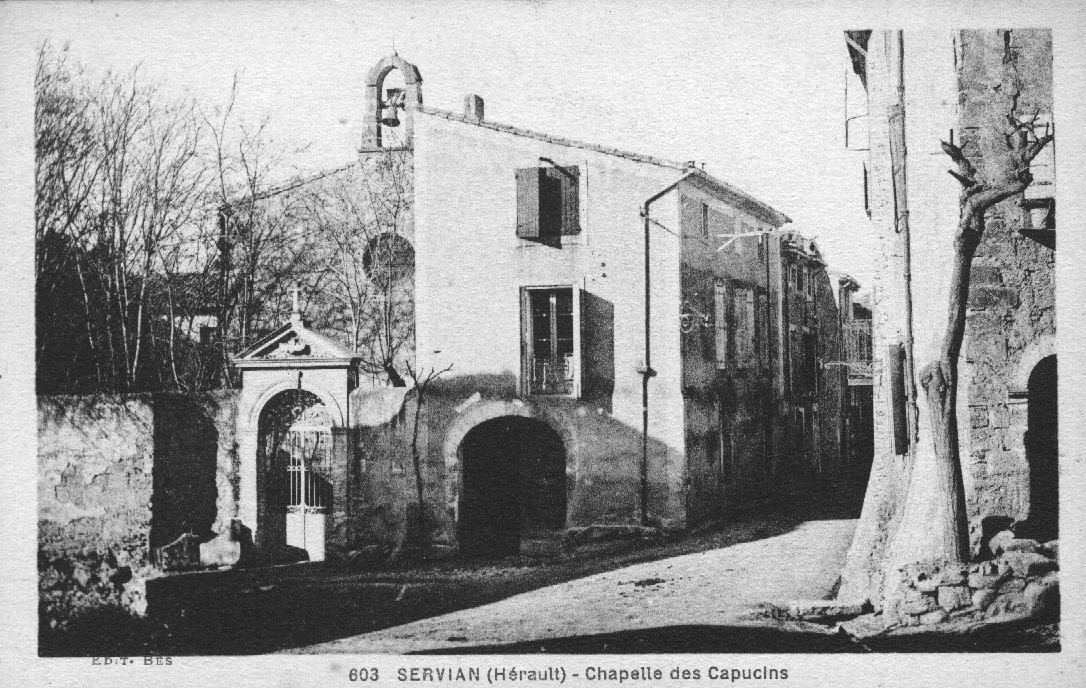
Chapelle des Capucins.
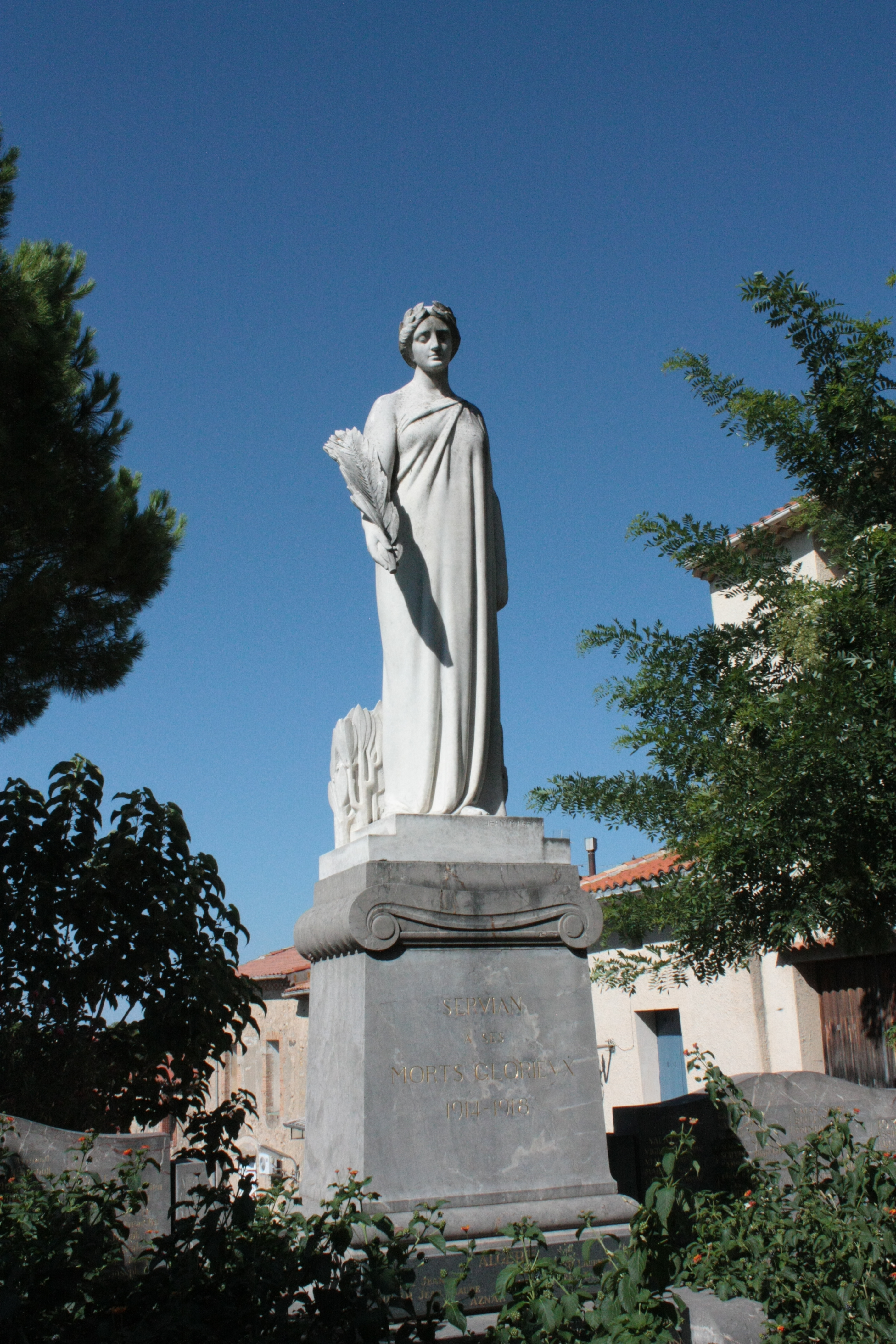
Monument aux morts de Magrou.
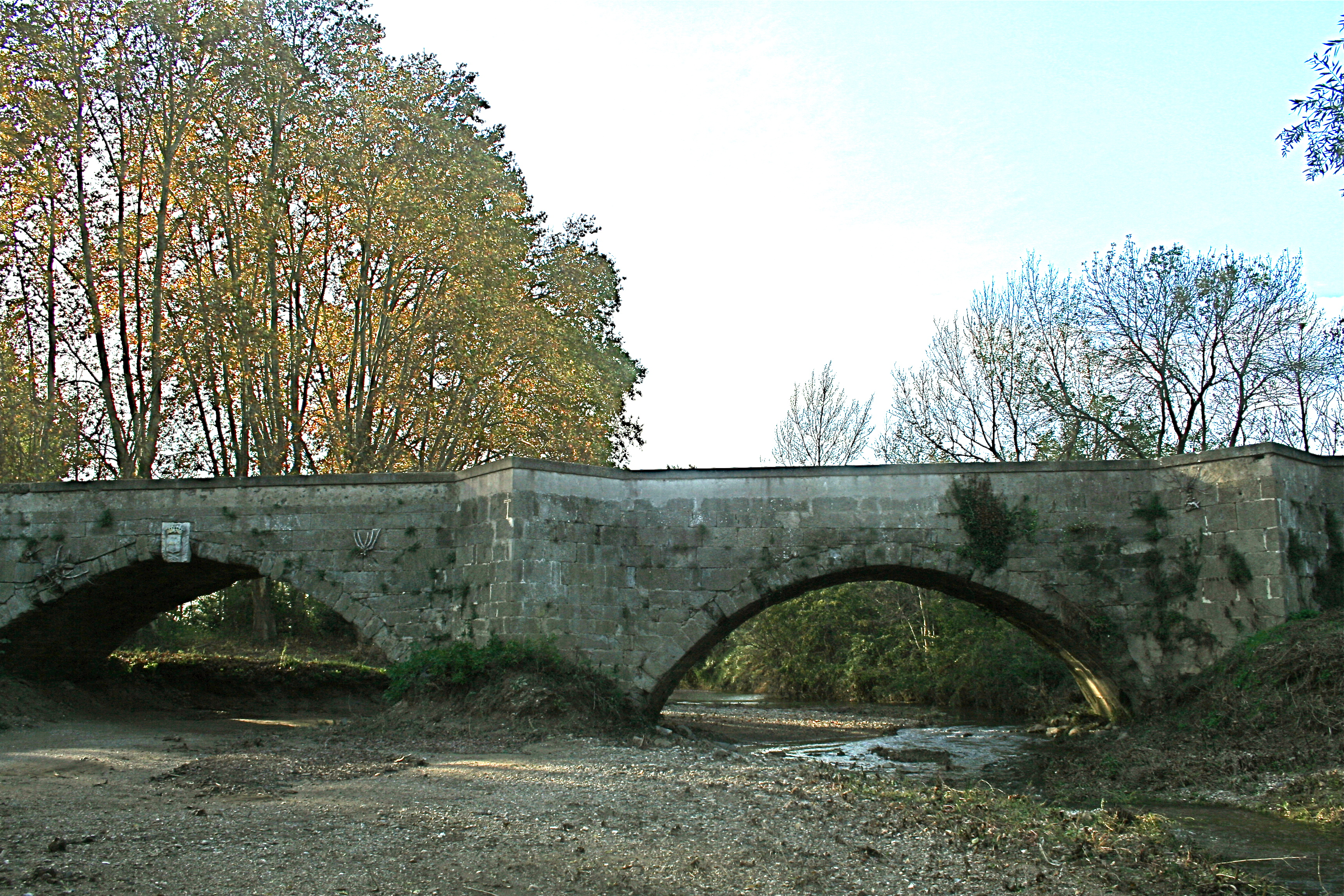
Pont sur la Thongue.
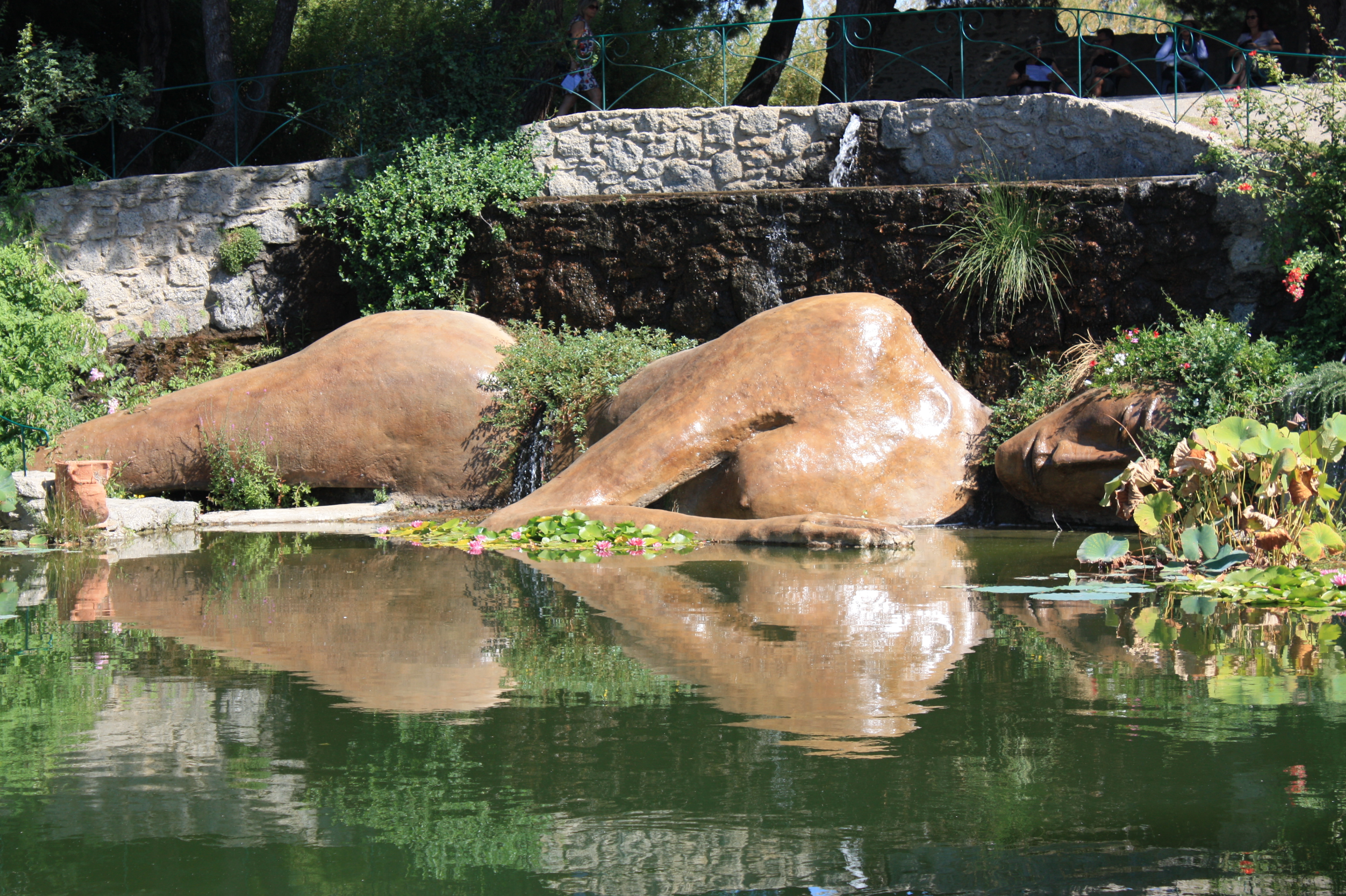
Jardin de Saint-Adrien.
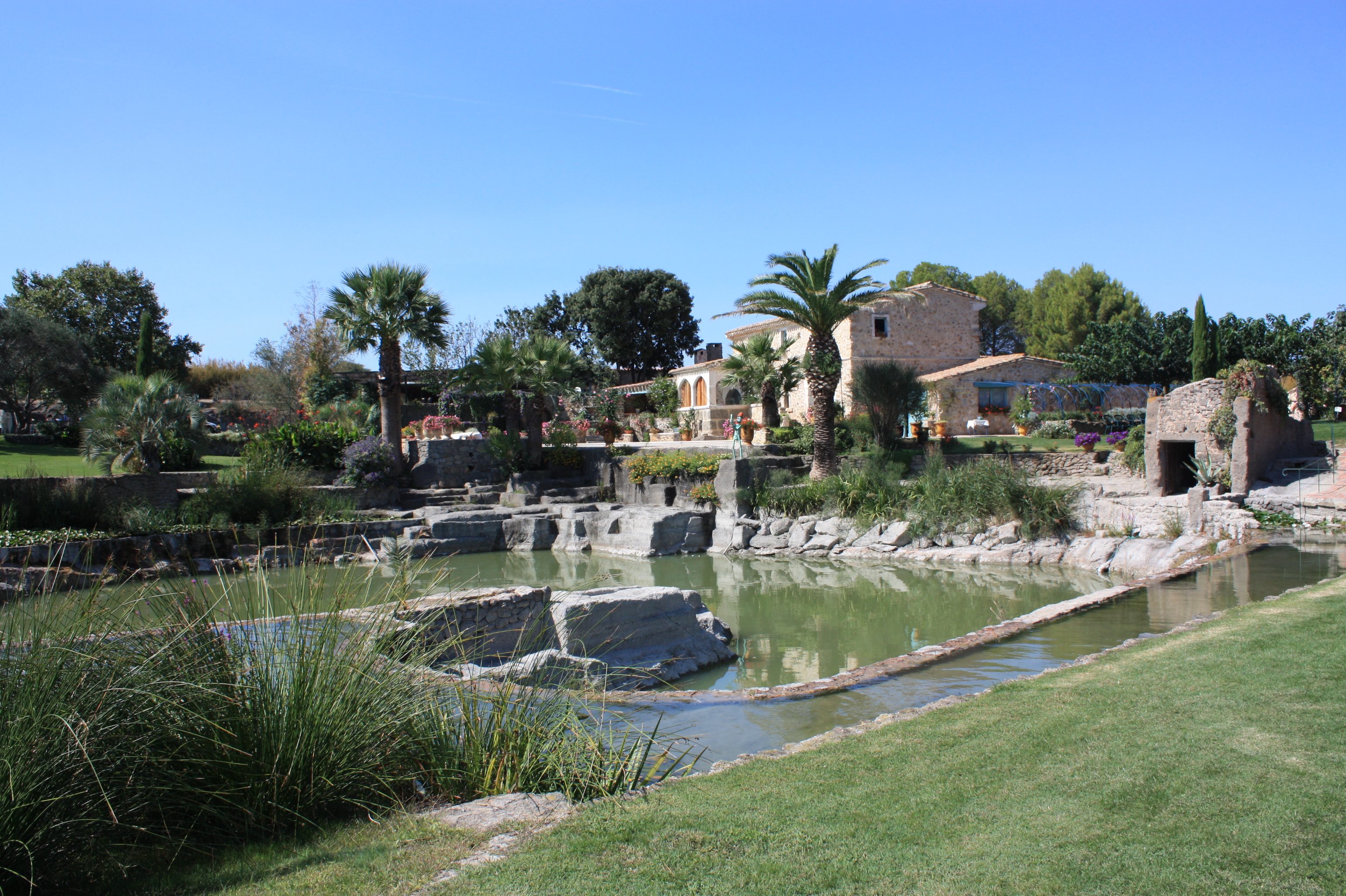
Jardin de Saint-Adrien.

### Animal totémique

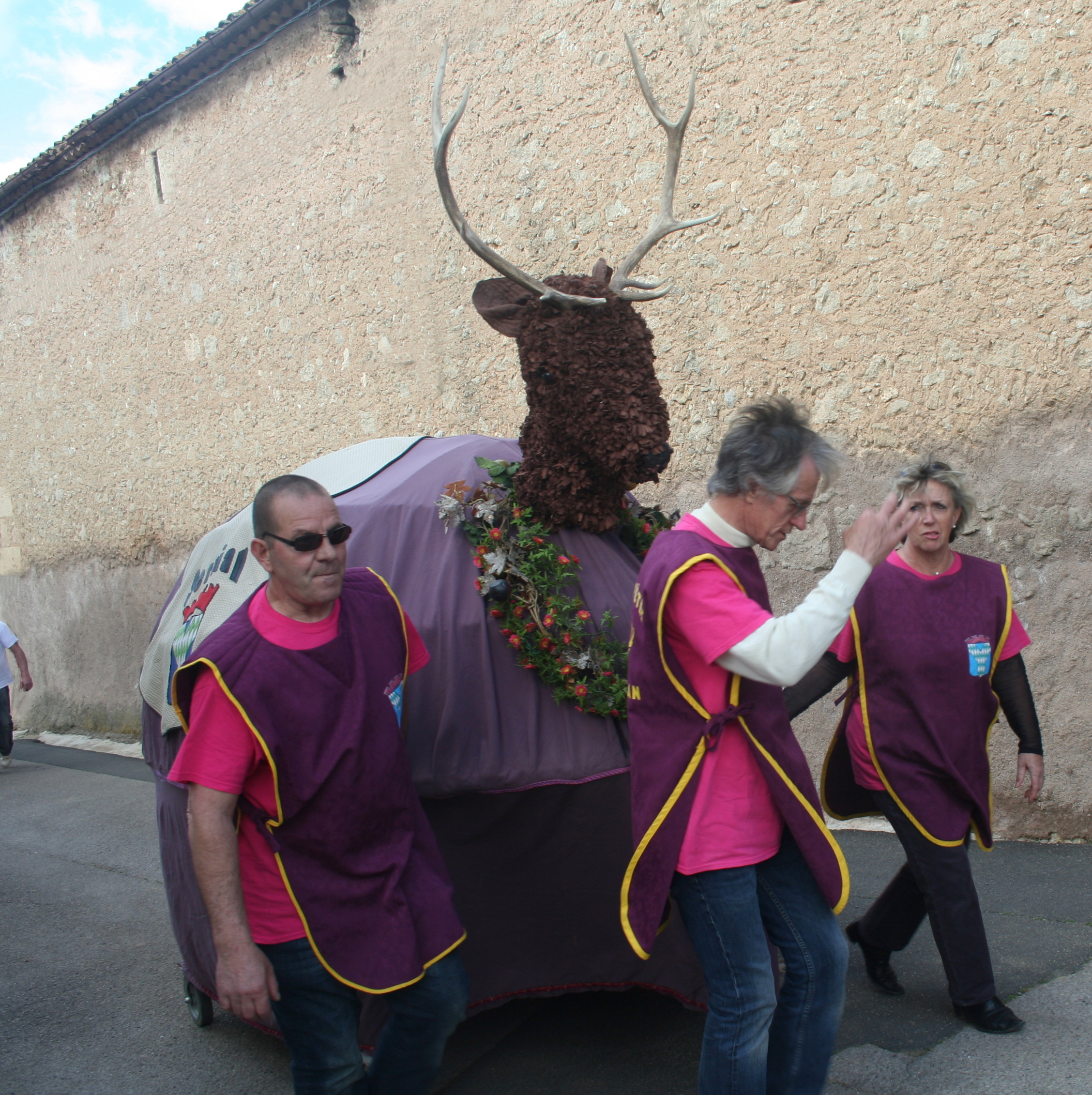
Lo Cèrvi.

« L'animal totémique de Servian est le cerf (lo Cèrvi, en occitan). Il serait issu des armoiries des premiers et uniques seigneurs féodaux connus du territoire, dont le plus ancien représentant, Raymond d'Estève de Servian (ou de Cervian) est mentionné au XIe siècle. »

### Héraldique
Le blason historique de la commune est le suivant :
| Blason de Servian | Blason  | d'azur au pairle losangé d'argent et de sinople. |
| Blason de Servian | Détails | Le statut officiel du blason reste à déterminer. |

### Personnalités liées à la commune

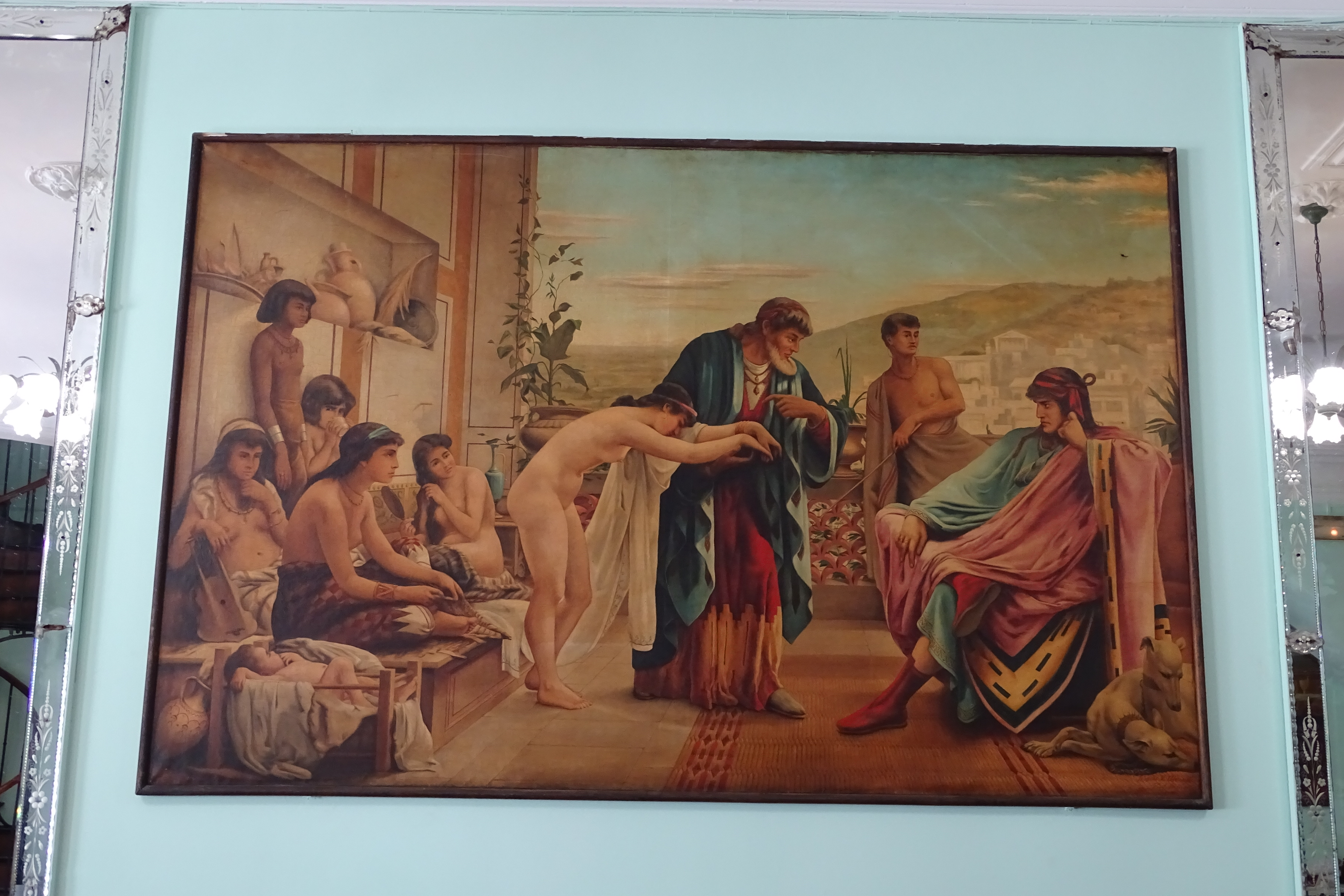
Peinture de Jean Aubagnac (1854-1939).

- Jean Bouillet (1690-1777), médecin né sur la commune ;
- Victor Canet (1824-1909), historien né sur la commune ;
- Jean Aubagnac (1854-1939), artiste peintre local[36],[37],[Note 13] ;
- Charles Ponsonailhe (1855-1915), écrivain et critique d'art mort sur la commune ;
- Robert Monclar (1930-2012), basketteur né sur la commune ;
- Hans-Reinhard Lehmphul (de) (1938-2009), artiste peintre allemand, ayant vécu sur la commune[38].

## Sports
- Rugby : S.B.R.(Servian-Boujan Rugby) ;
- Club de football : le F.C Thongue Et Libron ;
- Club de tennis ;
- Club de cyclisme ;
- Les clubs de volley et de basket sont regroupés au sein de l'AS Servian ;
- Club de full contact.

### Fonds d'archives
- Fonds : Archives communales de Servian (1247-1791) [5,7 ml].  Cote : 300 EDT. Montpellier : Archives départementales de l'Hérault (présentation en ligne).
- Archives en ligne - Images-Cartes Postales sur Servian
- Archives en ligne - Cartes et Plans